# České Křídlovice

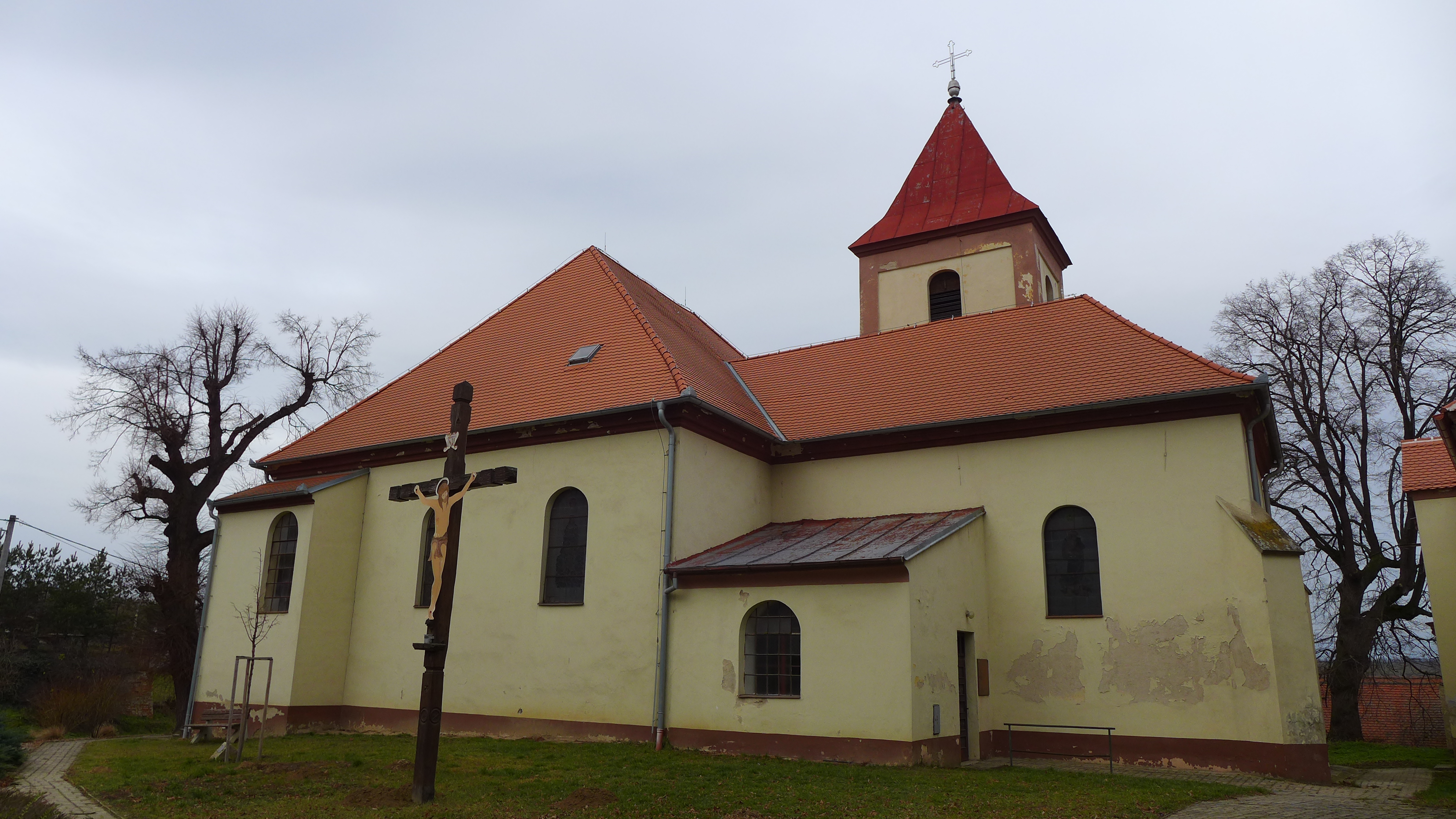
Kirche St. Peter und Paul

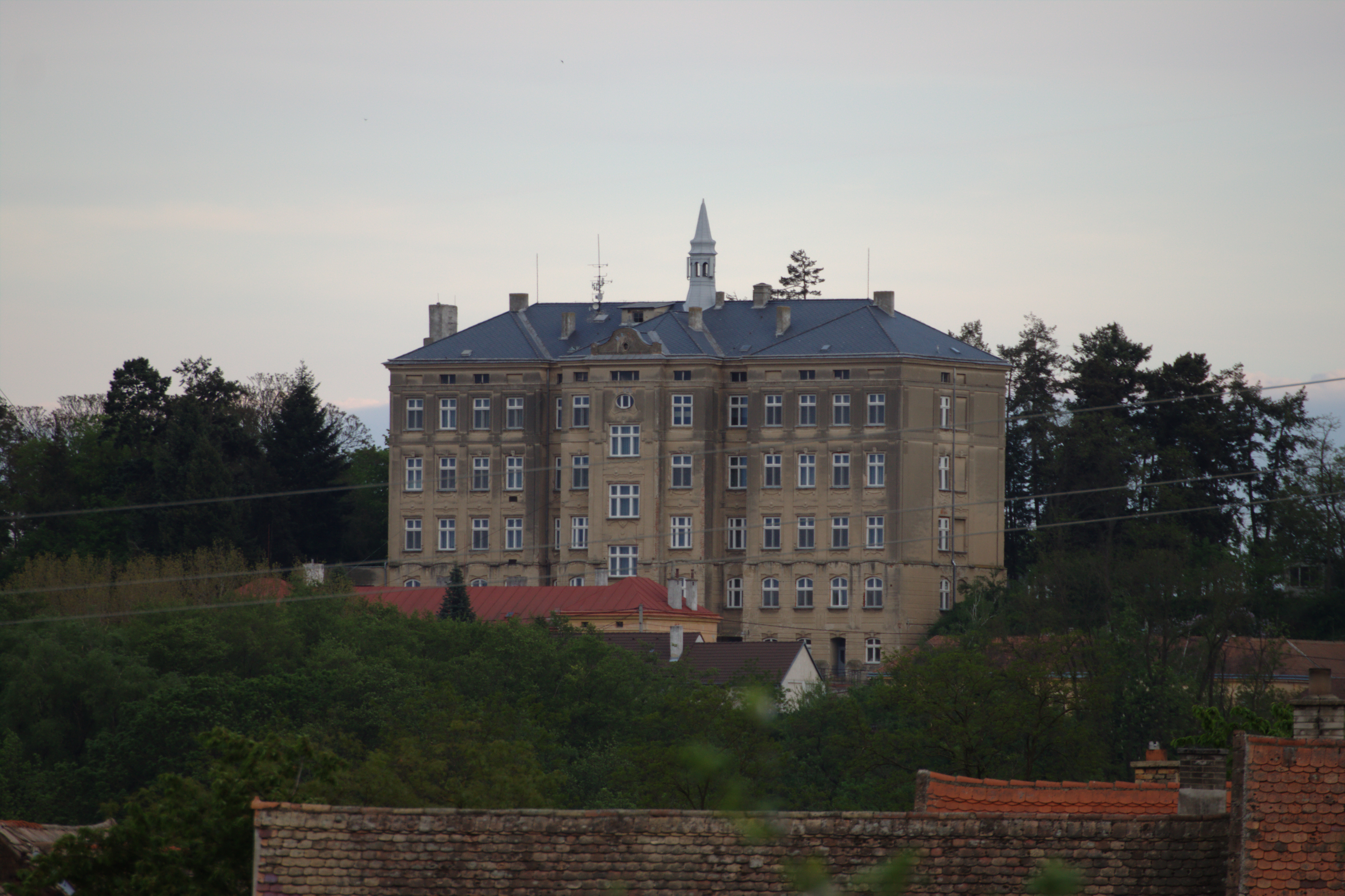
Ehem. Mädchenpensionat Mariahilf

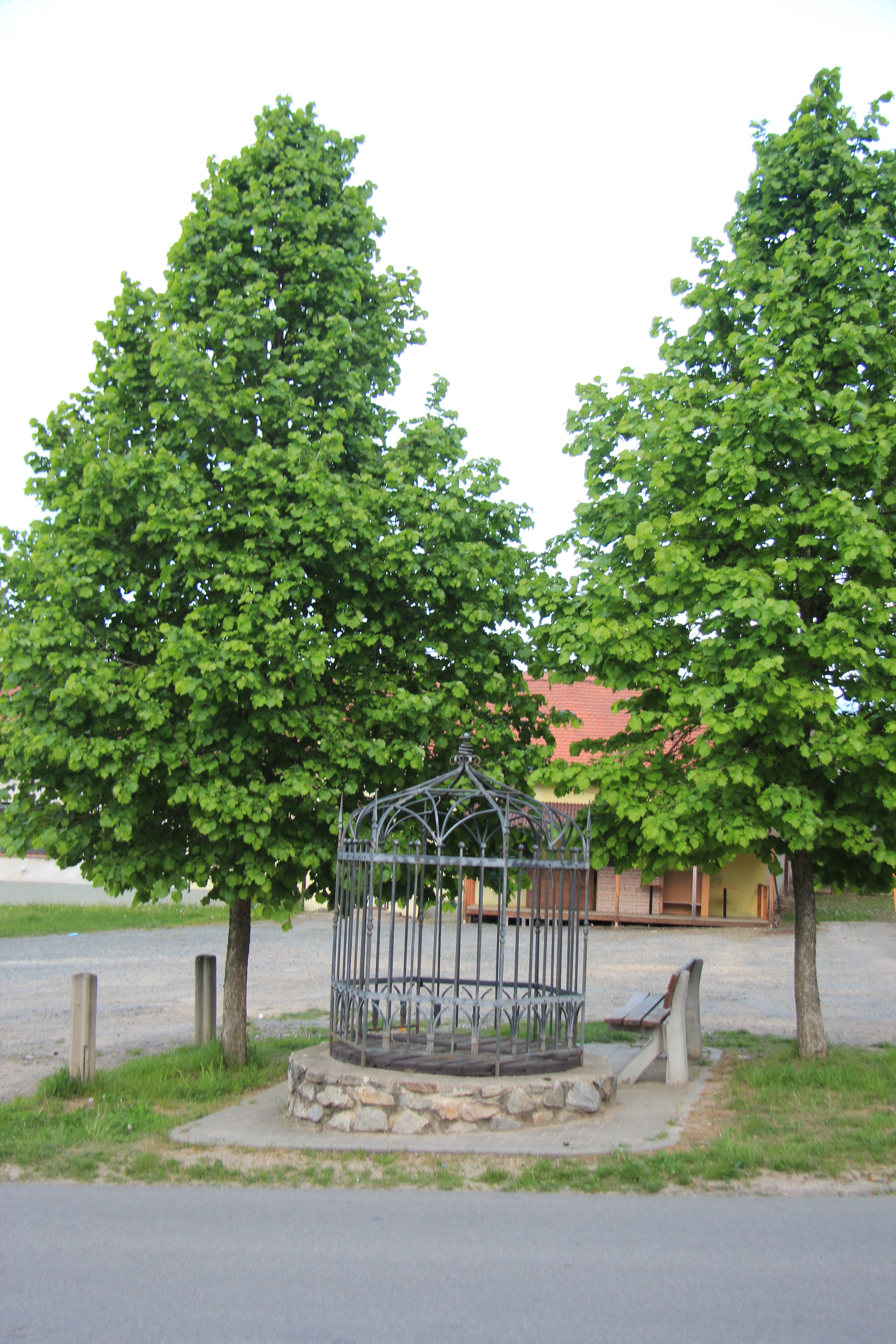
Brunnen auf dem Dorfplatz

České Křídlovice (deutsch Groß Grillowitz, früher Böhmisch-Grillowitz) ist eine Grundsiedlungseinheit der Gemeinde Božice in Tschechien. Sie liegt westlich von Božice und gehört zum Okres Znojmo.

## Geographie
Das Dreiecksangerdorf České Křídlovice befindet sich rechtsseitig der Jevišovka in der Thaya-Schwarza-Senke. Gegen Süden bildet der Příční potok das Tal Údolí lásky, in dem die Teiche Božický rybník und Petrovický rybník sowie dazwischen das Naturdenkmal Protržený rybník liegen. Anderthalb Kilometer südlich verläuft die Bahnstrecke Hrušovany nad Jevišovkou–Znojmo.
Nachbarorte sind Heřmanov und Mlýnské Domky im Norden, Břežany im Nordosten, Božice im Osten, Šanov im Südosten, Dyjákovice, Hrádek und Křídlůvky im Süden, Valtrovice, Micmanice, Strachotice und Krhovice im Südwesten, Hodonice im Westen sowie Borotice und Filipovice im Nordwesten.

## Geschichte
Die erste schriftliche Erwähnung von Scrilowicz erfolgte im Jahre 1225, als die Prämonstratenserabtei Bruck die Kirche St. Peter und Paul zur Pfarrkirche erhob. Dem Pfarrsprengel wurden außerdem die Dörfer Borotic, Rastinec (Rochovice), Drskrajowic (Křížovice), Posic und Petrowic (Petrovice) zugewiesen. Es wird angenommen, dass die Abtei Bruck das Kirchpatronat bereits seit ihrer Gründung innehatte; Besitzer des Dorfes waren jedoch weltliche Herren. 1248 wurde das Dorf als Scritluwicz, ab 1269 als Grilwicz und ab 1303 als Grilwic bzw. Grylwicz bezeichnet. Im Jahre 1340 ist der Edelknecht Wyček von Grylwicz als Besitzer nachweislich; er überschrieb in dem Jahr je drei Lahn an Adam von Lowčic und Rušek von Nuslau sowie den restlichen Besitz seinen Neffen Bohuš und Johann. Der Anteil des Bohuš von Grylwicz umfasste im Jahre 1365 einen Freihof mit zwei Lahn, fünf Gehöften und einer Schänke; Johann von Grylwicz verkaufte seine vier Lahn, zwei Schänken, fünf Gehöfte und eine Mühle dem Kygowec von Kygowic. Bohuš von Nuslau veräußerte 1369 seinen Anteil an den Brucker Abt Otto. Die Erben des Adam von Grylwicz verkauften 1446 ihre Hälfte des Dorfes an Sigismund von Chlewsko. Nach dem Tode des Johann Buček von Grylwicz verkauften dessen Bürgen 1481 den Hof und den zugehörigen Teil des Dorfes an Stephan von Eyczing; Johann von Chlewsko schenkte im gleichen Jahr seinen Anteil dem städtischen Spital in Groß Meseřic.
Zu Beginn des 16. Jahrhunderts erwarben die Besitzer der Herrschaft Grusbach, Benedikt und Ludwig von Weitmühl einen Anteil von Grillowitz. Sebastian von Weitmühl tauschte 1522 seine Grillowitzer Zinsleute bei der Abtei Bruck gegen anderen Besitz ein. Wenig später erwarb er jedoch erneut einen Teil des Dorfes und verkaufte diesen 1526 zusammen mit dem Gut Grusbach und dem Dorf Positz an Johann von Pernstein. Diesem folgte sein Sohn Vratislav, welcher seine Güter Frischau und Grusbach (mit Grillowitz, Positz und Petrowitz) 1560 an Johann den Älteren von Žerotín veräußerte, der sie bald an Perchtold von Leipa auf Krummau weiterreichte.
Der andere Teil des Dorfes – wahrscheinlich der Eyczingersche Anteil – wurde in der ersten Hälfte des 16. Jahrhunderts der Herrschaft Joslowitz zugeschlagen. Als 1548 die Bürgen des verstorbenen Wilhelm Kuna von Kunstadt-Erdberg die Herrschaft Joslowitz an den Prager Oberstburggrafen Wolf Kraiger von Kraigk verkauften, wurde auch Grillowitz als Zubehör aufgeführt.
Die Pfarrei wurde um 1570 protestantisch. 1574 erwarb Peter Čertorejský von Čertorej die Güter Frischau und Grusbach; er trennte seinen Anteil an Grillowitz von Grusbach ab und schlug diesen dem Gut Frischau zu. Wegen Beteiligung am Ständeaufstand wurde der Besitz der Brüder Weikard und Sigmund Čertorejský 1620 konfisziert und 1623 an Georg Christoph von Breuner veräußert. Während des Dreißigjährigen Krieges raubten schwedische Söldner um 1645 die Kirche aus und zerstörten die Hälfte der Häuser von Grillowitz.
Zur Unterscheidung vom anderen Grillowitz wurde das Dorf seit dem 17. Jahrhundert als Böhmisch Grillowitz bezeichnet. Aus dieser Zeit stammt das älteste Ortssiegel, das zwei aufrecht stehende Winzermesser zeigt und vom Frischauer Anteil verwendet wurde. Die Witwe des Seifried Leonard Breuner von Stübing, Elisabeth verheiratete von Buquoy, geborene Cavriani, veräußerte die Herrschaft Frischau am 11. Juni 1692 an den Besitzer von Joslowitz und Grusbach, Michael Johann d. J. von Althann. Dieser behielt davon nur den Frischauer Anteil von Böhmisch Grillowitz sowie die Wüstungen Triškowic (Křížovice) und Rochkowic (Rochovice) für sich und schlug diese der Herrschaft Joslowitz zu; die Herrschaft Frischau verkaufte er eine Woche später an Eleonore Margarethe von von Liechtenstein, geborene von Schleswig-Holstein-Sonderburg-Wiesenburg. Seit diesem Jahre führte die vereinigte Gemeinde Böhmisch Grillowitz ein anderes Siegel mit Darstellung eines Krebses. Die Abtei Bruck ließ 1751 ein Schulhaus errichten. Im Jahre 1793 lebten 346 Menschen in den 54 Häusern des Dorfes. Die Mühle am Jaispitzer Bach entstand 1804. Der Friedhof an der Kirche wurde 1821 aufgehoben und am südlichen Ortsrand neu angelegt. Im Jahre 1824 entstand ein neues Schulgebäude. 1832 erfolgte ein erster Ausbruch der Cholera; 1836 und 1866 brach die Seuche erneut aus. Zu den Grundherren gehörten u. a. bis 1790 die Grafen von Althann, ab 1801 Peter von Braun, ab 1808 Joseph Graf Pallavicini-Centurioni und ab 1835 Wilhelm Hugo von Hompesch-Bollheim.
Im Jahre 1835 bestand das im Znaimer Kreis gelegene Dorf Böhmisch-Grillowitz bzw. Křjdlowice česke aus 119 Häusern, in denen 707 deutschsprachige Personen lebten. Haupterwerbsquelle bildete die Landwirtschaft. Unter dem Patronat des Religionsfonds standen die dem Erdberger Dekanat unterstellte Pfarrkirche St. Peter und Paul sowie die Schule. Im Ort gab es zudem einen herrschaftlichen Schafhof, eine herrschaftliche Branntweinbrennerei und ein Gasthaus. Böhmisch-Grillowitz war Pfarrort für Possitz. Bis zur Mitte des 19. Jahrhunderts blieb Böhmisch-Grillowitz der Allodialherrschaft Joslowitz untertänig.
Nach der Aufhebung der Patrimonialherrschaften bildete Böhmisch-Grillowitz / Moravské Křídlovice ab 1849 mit dem Ortsteil Possitz und der Ansiedlung Mühlhäuseln / Mlýnské Domky, eine Gemeinde im Gerichtsbezirk Joslowitz. 1860 zerstörte ein Großfeuer 56 Häuser. Im Jahre 1867 löste sich Possitz von Böhmisch-Grillowitz los und bildete eine eigene Gemeinde. Ab 1869 gehörte die Gemeinde zum Bezirk Znaim; zu dieser Zeit hatte Böhmisch-Grillowitz 918 Einwohner und bestand aus 161 Häusern. Der tschechische Ortsname wurde in den 1870er Jahren in České Křidlovice abgeändert. 1880 erfolgte eine Umbenennung der Gemeinde in Groß-Grillowitz / Velké Křidlovice. 1890 hatte Groß-Grillowitz 1087 Einwohner und bestand aus 227 Häusern; zehn Jahre später lebten in der Gemeinde 1118 Personen. Die Gründung der Freiwilligen Feuerwehr Groß Grillowitz-Possitz erfolgte 1891. Auf Initiative des Pfarrers Max von Mayer-Ahrdorff ließen sich die Prager Borromäerinnen zwischen Groß-Grillowitz und Possitz nieder und errichteten in den Jahren 1894–1895 das Kinder- und Greisenasyl Mariahilf, das 1906 noch um eine vierklassige Bürgerschule für Mädchen und eine Haushaltsschule erweitert wurde; volkstümlich wurde der Gebäudekomplex das Kloster genannt. Nach dem Ersten Weltkrieg zerfiel der Vielvölkerstaat Österreich-Ungarn, die Gemeinde wurde 1918 Teil der neu gebildeten Tschechoslowakischen Republik. 1919 wurde die Gemeinde wieder in Böhmisch-Grillowitz / České Křídlovice rückbenannt. In der Ersten Republik erhielt das Gemeindesiegel eine neue zweisprachige Gestaltung, bei der alle Symbole entfernt wurden. Beim Zensus von 1921 lebten in den 267 Häusern von Böhmisch-Grillowitz 1267 Personen, darunter 1170 Deutsche, 40 Tschechen und 8 Juden. 1927 wurde das Dorf elektrifiziert. 1930 war Böhmisch-Grillowitz auf 290 Häuser angewachsen und hatte 1279 Einwohner. Auf 667 ha wurde Ackerbau betrieben, auf 17 ha Obst und Wein angebaut. Bedeutendste Gewerbe waren drei Ziegeleien und die Schneidermühle. Die durch das Dorf führende Bezirksstraße wurde 1931 befestigt. Über den regulierten Jaispitzer Bach wurde 1933 nördlich des Dorfes eine Betonbrücke nach den Mühlhäuseln errichtet. 1936 erhielt Böhmisch-Grillowitz Marktrechte für vier Jahrmärkte und einen Wochenmarkt.
Nach dem Münchner Abkommen wurde die Gemeinde 1938 dem Großdeutschen Reich zugeschlagen und gehörte bis 1945 zum Kreis Znaim. 1939 erfolgte die erneute Änderung des Gemeindenamens in Groß Grillowitz. Im selben Jahr erfolgte die Gemeindefusion mit Possitz zu einer Gemeinde Neuweidenbach mit Sitz in Groß Grillowitz. Am 8. Mai 1945 besetzten tschechische Partisanen das Dorf. Nach dem Kriegsende kam České Křídlovice zur Tschechoslowakei zurück; zugleich erfolgte die Wiederherstellung der alten Verwaltungsstrukturen, die Gemeinde Neuweidenbach wurde aufgelöst. Alle deutschsprachigen Bewohner wurden im August 1945 nach Österreich vertrieben. Danach begann der Abbruch eines Großteils der Häuser. 1948 wurde die Gemeinde dem Okres Mikulov zugeordnet. Im selben Jahr erfolgte die Aufhebung der Katastralbezirke Rochovice Pustina (Oedung Rochowitz) und Petrovice Pustina (Oedung Petrowitz), deren Gebiete dem Kataster von České Křídlovice zugeschlagen wurden und dessen nördlichen und südwestlichen Teil bilden. Zum 1. Januar 1951 wurde České Křídlovice mit Božice zu einer Gemeinde mit der vorläufigen Bezeichnung České Křídlovice-Božice zusammengeschlossen, deren Name am 21. Juni 1951 durch das Innenministerium in Božice geändert würde. Im Zuge der Gebietsreform von 1960 kam České Křídlovice nach der Aufhebung des Okres Mikulov wieder zum Okres Znojmo zurück. Im Jahre 1961 lebten 720 Personen in České Křídlovice. 1974 bestand der Ortsteil aus 128 Häusern. Mit Wirkung vom 1. Januar 1984 wurde der Ortsteil České Křídlovice aufgehoben. Das Schulgebäude wurde in den 1990 zum Wohnhaus umgebaut.

## Ortsgliederung
České Křídlovice bildet eine Grundsiedlungseinheit der Gemeinde Božice.
Der Katastralbezirk České Křídlovice umfasst neben České Křídlovice auch die Grundsiedlungseinheit Mlýnské Domky (Mühlhäuseln).

## Sehenswürdigkeiten
- Pfarrkirche St. Peter und Paul, sie ist seit 1225 nachweislich und besitzt einen romanischen Kern und eine gotische Innenausstattung. Ursprünglich war die Kirche von einem Friedhof umgeben, teilweise erhalten ist der Grabstein des letzten Brucker Prämonstratensers Paul Priegel, der von 1772 bis 1801 Pfarrer in Böhmisch Grillowitz war.
- Barocker Pfarrhof, erbaut Ende des 17. Jahrhunderts
- Neuer Friedhof, am südlichen Ortsrand. Auf ihm befindet sich die Gruft von Max von Mayer-Ahrdorff (1845–1928), mittig steht ein steinernes Kreuz mit der Jahreszahl 1821.
- Dreifaltigkeitssäule auf dem Dorfplatz, errichtet 1747
- Ehemaliges Kloster Mariahilf der Borromäerinnen, der zwischen 1894 und 1906 errichtete Gebäudekomplex wird seit 1950 größtenteils als Altenheim genutzt. Im vierstöckigen Hauptgebäude befindet sich die Klosterkapelle zur Unbefleckten Empfängnis. In einer Ecke des Klostergartens steht die Lourdeskapelle aus der 1. Hälfte des 18. Jahrhunderts
- Statue des hl. Johannes von Nepomuk, am Pfarrhof, geschaffen 1741
- Erdställe, der Entstehungszeitpunkt der unter einigen Häusern im Löß ausgehobenen Höhlen und Gänge ist nicht bekannt. Ursprünglich standen sie miteinander in Verbindung. Wegen eines Einsturzes sind sie heute nur noch teilweise zugänglich.
- Kriegsopferdenkmal Für Vaterland, Freiheit und Fortschritt, am Hang bei der Kirche. Es wurde 1923 als Denkmal für die Gefallenen des Ersten Weltkrieges enthüllt und 1945 umgestaltet. Die Tafel mit deutscher Beschriftung wurden dabei entfernt.
- Denkmal für die Gefallenen des Ersten Weltkrieges, errichtet Ende September 2020 auf dem Friedhof. Nach dem in der Nähe des  Kriegsopferdenkmals die Marmortafeln des alten Denkmals von 1923 aufgefunden wurden, ließ die Gemeinde diese mit Unterstützung ehemaliger deutscher Bewohner restaurieren und auf dem Friedhof aufstellen. Auf den Tafel sind die Namen von 45 der 72 Gefallenen zu lesen.[6]
- Hegerhaus, nördlich des Dorfes. Davor steht eine mächtige Linde.
- Mehrere Steinkreuze
- Jagdhaus Allein, errichtet zu Beginn des 19. Jahrhunderts für Peter von Braun in der Oedung Rochowitz

## Söhne und Töchter des Ortes
- Laurenz Müllner (1848–1911), österreichischer Philosoph und Theologe
- Franz Breiner (1889–1960), österreichischer Autor